# Harald Wehner (Fußballspieler)
Harald Wehner (* 14. Dezember 1938 in Erfurt; † 2. August 2012) war ein deutscher Fußballspieler. In der höchsten Spielklasse des DDR-Fußballs, der Oberliga, spielte er für den FC Rot-Weiß Erfurt und dessen Vorgängerclub SC Turbine.

## Sportliche Laufbahn

### Clubstation
Er spielte in seiner Karriere ausschließlich für den FC Rot-Weiß Erfurt, dem er seit der Gründung des Fußballclubs im Januar 1966 angehörte, sowie dessen Vorgänger. Wehner gab am 11. November 1956 gegen Vorwärts Berlin sein Debüt im ostdeutschen Oberhaus für den Sportclub Turbine Erfurt. Insgesamt kam der 1,78 Meter große Verteidiger auf 259 Oberligaeinsätze, in denen er neun Tore erzielte. Trotz der Abstiege 1959, 1964, 1966 und 1971 sowie diverser Avancen aus Jena blieb der kaufmännische Angestellte bis zum Ende seiner aktiven Laufbahn in Erfurt. In der zweitklassigen Liga kam er auf 84 Spiele und elf Tore. Nachdem er 1971/72 nicht mehr auf dem Feld zum erneuten Wiederaufstieg von RWE in die Oberliga beigetragen hatte, tauchte der frühere Kapitän nunmehr als Mannschaftsleiter beim Erstligarückkehrer auf.

### Auswahleinsätze
Mit der DDR-U-18 nahm er 1956 und 1957 am UEFA-Juniorenturnier, der inoffiziellen Europameisterschaft dieser Altersklasse, teil. Auch in der ostdeutschen Nachwuchsauswahl und B-Nationalelf wurde die Erfurter Defensivkraft eingesetzt.
Am 10. Dezember 1961 kam er in Casablanca gegen Marokko zu seinem einzigen Einsatz in der DDR-A-Nationalmannschaft. Eine Viertelstunde vor Schluss wurde Wehner für den Jenaer Stürmer Peter Ducke bei der 0:2-Niederlage eingewechselt.

## Weiterer Werdegang
Nach seiner aktiven Laufbahn war er unter anderem als Nachwuchstrainer tätig, außerdem arbeitete er im Thüringer Ministerium für Soziales und Gesundheit im Referatsbereich Sport.